# Élie Ritter
Pour les articles homonymes, voir Ritter.
Elie Ritter est un mathématicien et géodésien suisse, né le 9 décembre 1801 et mort le 17 mars 1862 à Genève.

## Biographie
Né le 9 décembre 1801 à Genève,,, de religion protestante et membre laïc de la Commission exécutive du Consistoire, Elie Ritter est le père d’Eugène Ritter,,.
Il enseigne les mathématiques au pensionnat de Rodolphe Töpffer dès 1825, puis au Collège de Genève et enfin à l’École secondaire des jeunes filles, où il enseigne également la cosmographie et dont il est le principal,,.
En 1837, il obtient le grade de Docteur ès-sciences. La même année, il est admis à la Société de physique de Genève. En 1840, il est reçu membre de la Société helvétique des sciences. Il est également membre de la Société de géographie de Genève, de la Société des Arts et président de la Société de Lecture,.
En 1801, la République helvétique à l'instigation de Johann Georg Tralles promulgue une loi introduisant le système métrique qui n'est jamais appliquée, car en 1803 la compétence pour les poids et mesures revient aux cantons. Sur le territoire de l'actuel canton du Jura, alors annexé à la France (Mont-Terrible), le mètre est adopté en 1800. Le canton de Genève adopte le système métrique en 1813, le canton de Vaud en 1822, le canton du Valais en 1824 et le canton de Neuchâtel en 1857. Douze cantons du Plateau suisse et du nord-est adoptent en 1835 un concordat basé sur le pied fédéral (exactement 0,3 m) qui entre en vigueur en 1836. Les cantons de Suisse centrale et orientale, ainsi que le Les cantons alpins continuent à utiliser les anciennes mesures. Selon la Constitution de 1848, le pied fédéral doit entrer en vigueur dans tout le pays. Au côté de Guillaume Henri Dufour, Elie Ritter milite en faveur du maintien du système métrique décimal dans les cantons romands et contre l’uniformisation des poids et mesures en Suisse sur la base du pied métrique. En 1868, le système métrique sera légalisé aux côtés du pied fédéral, ce qui constituera un premier pas vers son introduction définitive. Les étalonneurs cantonaux seront supervisés par un Bureau fédéral de vérification, créé en 1862, dont la gestion sera confiée à Heinrich von Wild à partir de 1864,,,.
En 1861, Elie Ritter compte au nombre des membres fondateurs de la Commission géodésique suisse au côté de Guillaume Henri Dufour, Johann Rudolf Wolf, Hans Heinrich Denzler, Adolph Hirsch et où il sera remplacé par Émile Plantamour après sa mort.
Il meurt le 17 mars 1862 à Genève, sa ville de naissance.

## Publications
- Elie Ritter, Essai sur les réfractions astronomiques dans le voisinage de l’horizon. (Thèse de doctorat) 1836.

- Elie Ritter, Note sur une relation entre le volume atomique, le coefficient de dilatation et le coefficient d'élasticité dans les corps chimiquement simples. Genève : Fick, 1843.

- Elie Ritter, Traité élémentaire d'arithmétique : suivi d'une table des logarithmes des nombres depuis 1 à 10.000, avec cinq décimales. Genève : Abraham Cherbuliez et Cie, Libraires ; même maison ; Paris, 1837.
- Elie Ritter, Nouvelle méthode pour déterminer les éléments de l'orbite des astres qui circulent autour du Soleil : mémoire lu à la section des sciences naturelles et mathématiques de l'Institut national genevois, le 26 janvier 1855

- Elie Ritter, Manuel théorique et pratique de l'application de la méthode des moindres carrés au calcul des observations. Paris, Mallet-Bachelier, 1858. [lire en ligne (page consultée le 5 mars 2021)]

- Elie Ritter, Précis d'arithmétique. Genève, 1860.

- Elie Ritter, Recherches sur la figure de la terre. Extrait des Mémoires de la société de physique et d'histoire naturelle de Genève, tome XV, 2ème partie. Genève, Ramboz et Schuchardt, 1860. [lire en ligne (page consultée le 27 février 2021)]

- Elie Ritter, Recherches sur la figure de la terre. 2ème mémoire. Suivi de rapport sur les travaux de la société de physique et d'histoire naturelle de Genève de Juillet 1860 à juin 1861 par M. Duby. Extrait des Mémoires de la Société de Physique et d'Histoire naturelle de Genève, tome XVI, 1ère partie. Genève, J. Fick, 1861. [lire en ligne (page consultée le 27 février 2021)]

- Elie Ritter, La gamme des musiciens et la gamme des géomètres. Genève, Imprimerie et lithographie Vaney, 1861.